# Grand Prix automobile de Tunisie
Le Grand Prix automobile de Tunisie est un Grand Prix organisé à sept reprises de 1928 à 1936 en Tunisie sous protectorat français. D'abord organisé au Bardo, à quelques kilomètres de Tunis en 1928 et en 1929, l'épreuve est interrompue une année et reprend en 1931 à Carthage. Le Grand Prix de Tunisie a ensuite été disputé jusqu'en 1936, sauf en 1934.

## Palmarès
| Année     | Vainqueur           | Écurie        | Circuit   | Résultats |
| 1928      | Marcel Lehoux       | Bugatti       | Le Bardo  | Résultats |
| 1929      | Gastone Brilli-Peri | Alfa Romeo    | Le Bardo  | Résultats |
| 1930      | Non couru           | Non couru     | Non couru | Non couru |
| 1931      | Achille Varzi       | Bugatti       | Carthage  | Résultats |
| 1932      | Achille Varzi       | Bugatti       | Carthage  | Résultats |
| 1933      | Tazio Nuvolari      | Alfa Romeo    | Carthage  | Résultats |
| 1934      | Non couru           | Non couru     | Non couru | Non couru |
| 1935      | Achille Varzi       | Auto Union    | Carthage  | Résultats |
| 1936      | Rudolf Caracciola   | Mercedes-Benz | Carthage  | Résultats |
| 1937      | Raymond Sommer      | Talbot        | Carthage  | Résultats |
| 1938-1954 | Non couru           | Non couru     | Non couru | Non couru |
| 1955      | Luigi Piotti        | Ferrari       | Belvédère | Résultats |

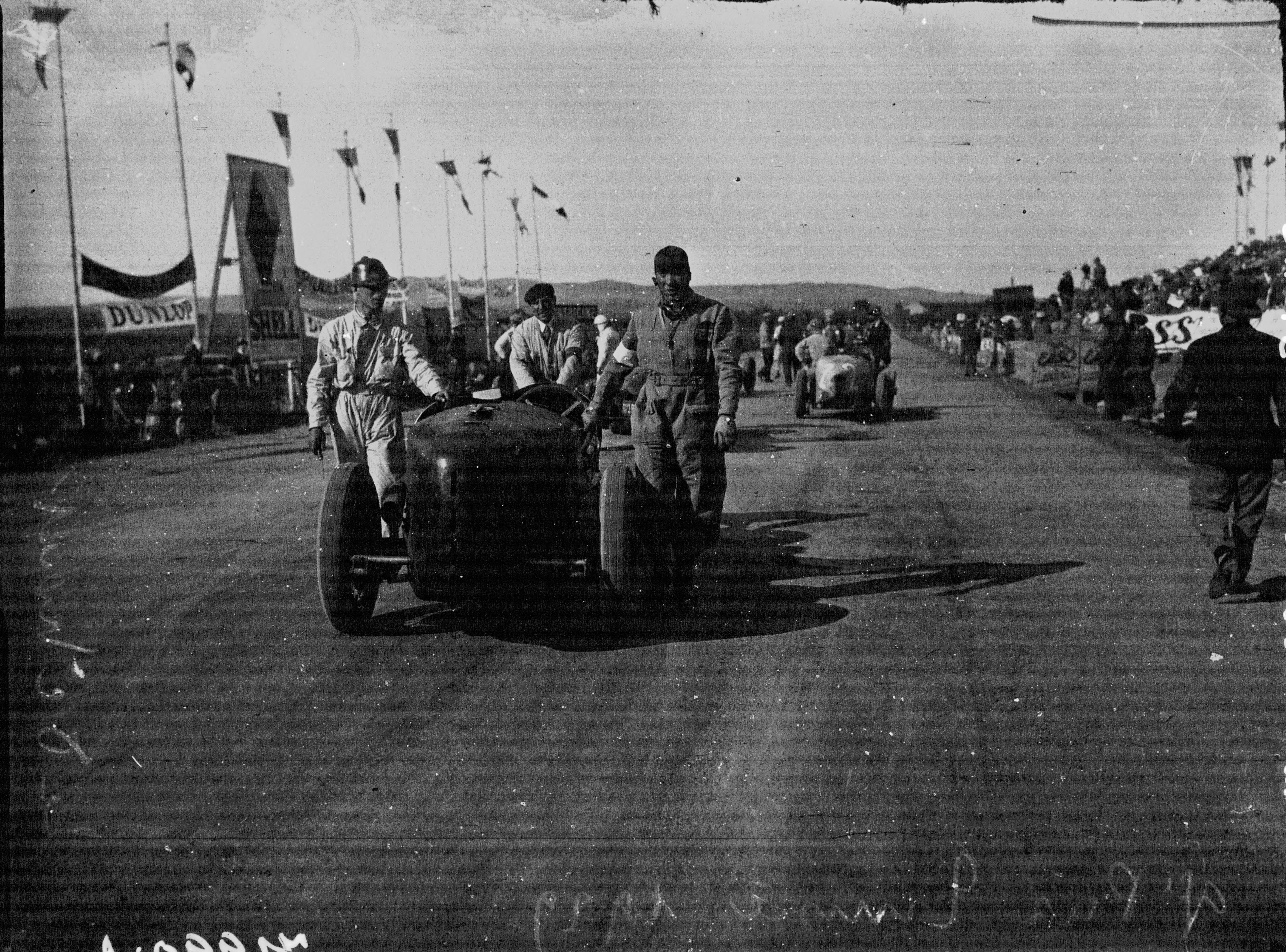
Grille du Grand Prix automobile de Tunisie 1929.
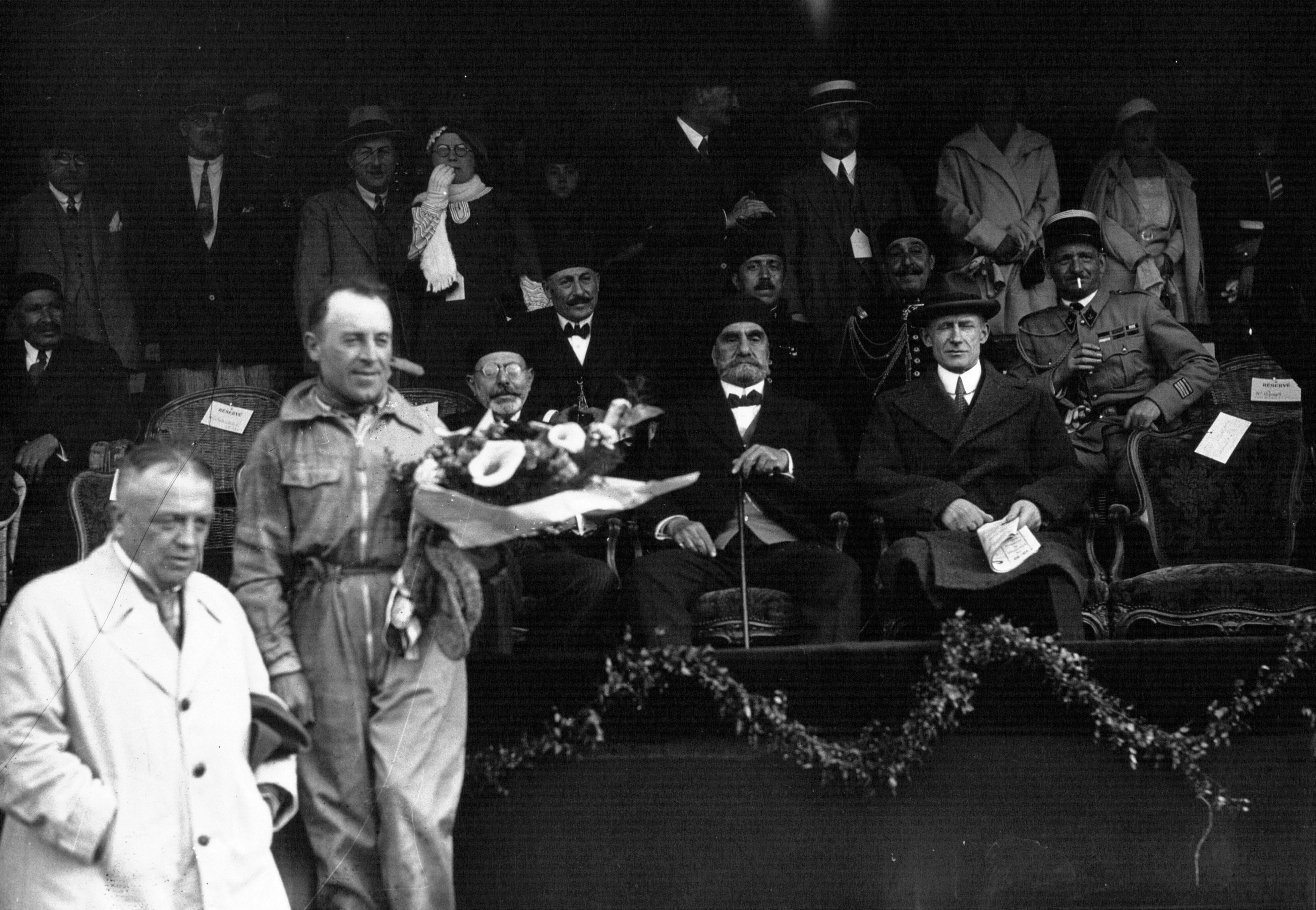
Remise du second prix du Grand Prix automobile de Tunisie 1932 à Marcel Lehoux.
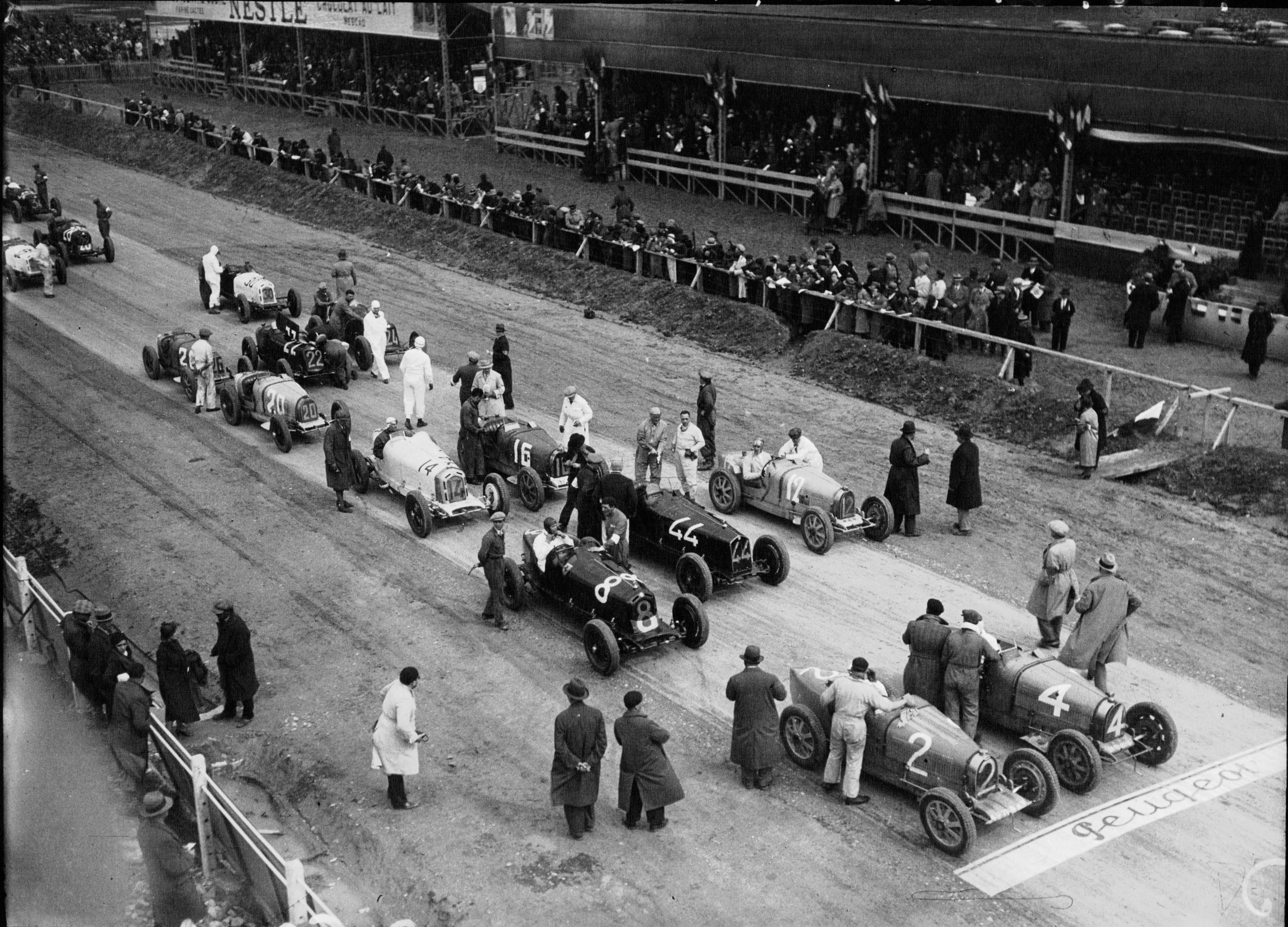
Grille du Grand Prix automobile de Tunisie 1936.
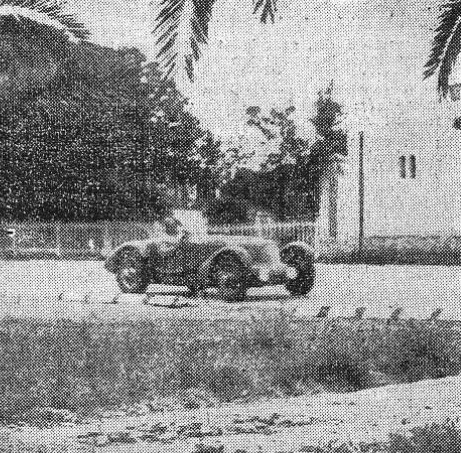
Raymond Sommer, vainqueur du Grand Prix automobile de Tunisie 1937 sur Talbot T150C.

Les éditions sont en Formule libre, hormis les deux dernières en SportsCars.